# جوناس فينجارد
جوناس فينجارد (بالدنماركية: Jonas Vingegaard )‏ (و. 1996  م) هو راكب دراجة هوائية دنماركي.

## سجل الفوز

### سباقات أو مراحل فاز بها
| التاريخ        | السباق                            | المركز                                                                   |
| -------------- | --------------------------------- | ------------------------------------------------------------------------ |
| 16 سبتمبر 2016 | طواف الصين I 2016                 |                                                                          |
| 16 أبريل 2017  | طواف لوار وشير 2017               | الرابع في التصنيف العام                                                  |
| 29 أبريل 2017  | جي بي فيبورغ 2017                 | الثاني في التصنيف العام                                                  |
| 06 مايو 2017   | سوندفولدن جراند بريكس 2017        | الخامس في التصنيف العام                                                  |
| 07 مايو 2017   | رينجيريك جراند بريكس 2017         | السابع في التصنيف العام                                                  |
| 02 أبريل 2018  | تريبتيك ديس مونتس إت شاتيوكس 2018 | العاشر في تصنيف الجبال، التاسع في التصنيف العام                          |
| 15 أبريل 2018  | طواف لوار وشير 2018               | الأول في تصنيف أفضل شاب، الخامس في التصنيف العام                         |
| 05 مايو 2018   | سوندفولدن جراند بريكس 2018        | الرابع في التصنيف العام                                                  |
| 06 مايو 2018   | رينجيريك جراند بريكس 2018         | الخامس في التصنيف العام                                                  |
| 13 أبريل 2019  | طواف إقليم الباسك 2019            | العاشر في تصنيف أفضل شاب                                                 |
| 05 مايو 2019   | طواف روماندي 2019                 | العاشر في تصنيف أفضل شاب                                                 |
| 27 مارس 2021   | كوبي وبارتالي 2021                | الأول في التصنيف العام، الأول في تصنيف النقاط                            |
| 10 أبريل 2021  | طواف إقليم الباسك 2021            | الأول في تصنيف أفضل شاب، الثاني في التصنيف العام، الرابع في تصنيف النقاط |
| 27 فبراير 2022 | رويال برنارد دروم كلاسيك 2022     | الأول في التصنيف العام                                                   |
| 24 يوليو 2022  | طواف فرنسا 2022                   | الأول في التصنيف العام، الأول في تصنيف الجبال، السابع في تصنيف النقاط    |
| 01 يناير 2023  | طواف أوروبا للدراجات 2023         |                                                                          |
| 26 فبراير 2023 | غران كامينيو 2023                 | الأول في التصنيف العام، الأول في تصنيف الجبال، الثاني في تصنيف النقاط    |
| 08 أبريل 2023  | طواف إقليم الباسك 2023            | الأول في التصنيف العام، الأول في تصنيف النقاط، الرابع في تصنيف الجبال    |
| 11 يونيو 2023  | سباق دوفين للدراجات 2023          | الأول في التصنيف العام، الثاني في تصنيف النقاط، الثالث في تصنيف الجبال   |
| 23 يوليو 2023  | طواف فرنسا 2023                   | الأول في التصنيف العام، الثالث في تصنيف الجبال، الخامس في تصنيف النقاط   |
| 25 فبراير 2024 | غران كامينيو 2024                 | الأول في التصنيف العام، الأول في تصنيف الجبال، الأول في تصنيف النقاط     |
| 10 مارس 2024   | تيرينو أدرياتيكو 2024             | الأول في التصنيف العام، الأول في تصنيف الجبال، الرابع في تصنيف النقاط    |
| 18 أغسطس 2024  | طواف بولندا 2024                  | الأول في التصنيف العام، الثاني في تصنيف النقاط، الثامن في تصنيف الجبال   |
| 23 فبراير 2025 | فولتا الغارف 2025                 |                                                                          |

## روابط خارجية
- جوناس فينجارد على موقع الاتحاد الدولي للدراجات (الإنجليزية)
- جوناس فينجارد على موقع أرشيف الدراجات (الإنجليزية)
- جوناس فينجارد على موقع إحصائيات الدراجات الإحترافية (الإنجليزية)
- جوناس فينجارد على موقع نسبة الدراجات (الإنجليزية)
- جوناس فينجارد على موقع CycleBase (الإنجليزية)